# Copa Árabe FIFA
La Copa Árabe de la FIFA es la principal competición entre equipos de fútbol que se celebra en territorio árabe. Fue organizada por la Unión de Asociaciones de fútbol árabes (UAFA) hasta su edición de 2012; desde 2021 es organizada directamente por la FIFA. Este torneo es disputado por las selecciones nacionales de los países miembros de la Liga Árabe. 
El torneo tuvo su primera edición en 1963 como la Copa de Naciones Árabe y desde entonces se ha celebrado a intervalos irregulares. Entre 1972 y 1975 fue reemplazado por la Copa Palestina de Naciones.
A partir del año 2021 el torneo pasa a llamarse Copa Árabe de la FIFA.

## Palmarés
| Año                    | Sede                                                                             | Campeón                                                                          | Final Resultado                                                                  | Subcampeón                                                                       | Tercer lugar                                                                     | Resultado                                                                        | Cuarto lugar                                                                     |                                                                                  |
| ---------------------- | -------------------------------------------------------------------------------- | -------------------------------------------------------------------------------- | -------------------------------------------------------------------------------- | -------------------------------------------------------------------------------- | -------------------------------------------------------------------------------- | -------------------------------------------------------------------------------- | -------------------------------------------------------------------------------- | -------------------------------------------------------------------------------- |
| Copa de Naciones Árabe |                                                                                  |                                                                                  |                                                                                  |                                                                                  |                                                                                  |                                                                                  |                                                                                  |                                                                                  |
| 1963 Detalles          | Líbano                                                                           | Túnez                                                                            | Liguilla                                                                         | Siria                                                                            | Líbano                                                                           | Liguilla                                                                         | Kuwait                                                                           |                                                                                  |
| 1964 Detalles          | Kuwait                                                                           | Irak                                                                             | Liguilla                                                                         | Libia                                                                            | Kuwait                                                                           | Liguilla                                                                         | Líbano                                                                           |                                                                                  |
| 1966 Detalles          | Irak                                                                             | Irak                                                                             | 2:1                                                                              | Siria                                                                            | Libia                                                                            | 6:1                                                                              | Líbano                                                                           |                                                                                  |
| 1982                   | Edición cancelada durante la clasificación debido a la Guerra del Líbano de 1982 | Edición cancelada durante la clasificación debido a la Guerra del Líbano de 1982 | Edición cancelada durante la clasificación debido a la Guerra del Líbano de 1982 | Edición cancelada durante la clasificación debido a la Guerra del Líbano de 1982 | Edición cancelada durante la clasificación debido a la Guerra del Líbano de 1982 | Edición cancelada durante la clasificación debido a la Guerra del Líbano de 1982 | Edición cancelada durante la clasificación debido a la Guerra del Líbano de 1982 | Edición cancelada durante la clasificación debido a la Guerra del Líbano de 1982 |
| 1985 Detalles          | Arabia Saudita                                                                   | Irak                                                                             | 1:0                                                                              | Baréin                                                                           | Arabia Saudita                                                                   | 0:0 (4:1 pen.)                                                                   | Catar                                                                            |                                                                                  |
| 1988 Detalles          | Jordania                                                                         | Irak                                                                             | 1:1 (4:3 pen.)                                                                   | Siria                                                                            | Egipto                                                                           | 2:0                                                                              | Jordania                                                                         |                                                                                  |
| 1992 Detalles          | Siria                                                                            | Egipto                                                                           | 3:2                                                                              | Arabia Saudita                                                                   | Kuwait                                                                           | 2:1                                                                              | Siria                                                                            |                                                                                  |
| 1998 Detalles          | Catar                                                                            | Arabia Saudita                                                                   | 3:1                                                                              | Catar                                                                            | Kuwait                                                                           | 4:1                                                                              | Emiratos Árabes                                                                  |                                                                                  |
| 20023 Detalles         | Kuwait                                                                           | Arabia Saudita                                                                   | 1:0 (t. s.)                                                                      | Baréin                                                                           | y Jordania y Marruecos                                                           | y Jordania y Marruecos                                                           | y Jordania y Marruecos                                                           |                                                                                  |
| 2009                   | Edición cancelada durante la clasificación por falta de patrocinador             | Edición cancelada durante la clasificación por falta de patrocinador             | Edición cancelada durante la clasificación por falta de patrocinador             | Edición cancelada durante la clasificación por falta de patrocinador             | Edición cancelada durante la clasificación por falta de patrocinador             | Edición cancelada durante la clasificación por falta de patrocinador             | Edición cancelada durante la clasificación por falta de patrocinador             |                                                                                  |
| 2012 Detalles          | Arabia Saudita                                                                   | Marruecos                                                                        | 1:1 (3:1 pen.)                                                                   | Libia                                                                            | Irak                                                                             | 1:0                                                                              | Arabia Saudita                                                                   |                                                                                  |
| Copa Árabe de la FIFA  |                                                                                  |                                                                                  |                                                                                  |                                                                                  |                                                                                  |                                                                                  |                                                                                  |                                                                                  |
| 2021 Detalles          | Catar                                                                            | Argelia                                                                          | 2:0 (t. s.)                                                                      | Túnez                                                                            | Catar                                                                            | 0:0 (5:4 pen.)                                                                   | Egipto                                                                           |                                                                                  |
| 2025 Detalles          | Catar                                                                            | Por disputarse                                                                   | Por disputarse                                                                   | Por disputarse                                                                   | Por disputarse                                                                   | Por disputarse                                                                   | Por disputarse                                                                   |                                                                                  |

## Títulos por selección
| Equipo                 | Campeón                    | Subcampeón           | Tercer lugar         | Cuarto lugar   |
| ---------------------- | -------------------------- | -------------------- | -------------------- | -------------- |
| Irak                   | 4 (1964, 1966, 1985, 1988) |                      | 1 (2012)             |                |
| Arabia Saudita         | 2 (1998, 2002)             | 1 (1992)             | 1 (1985)             | 1 (2012)       |
| Túnez                  | 1 (1963)                   | 1 (2021)             |                      |                |
| Egipto                 | 1 (1992)                   |                      | 1 (1988)             | 1 (2021)       |
| Marruecos              | 1 (2012)                   |                      | 1 (2002)             |                |
| Argelia                | 1 (2021)                   |                      |                      |                |
| Siria                  |                            | 3 (1963, 1966, 1988) |                      | 1 (1992)       |
| Libia                  |                            | 2 (1964, 2012)       | 1 (1966)             |                |
| Baréin                 |                            | 2 (1985, 2002)       |                      |                |
| Catar                  |                            | 1 (1998)             | 1 (2021)             | 1 (1985)       |
| Kuwait                 |                            |                      | 3 (1964, 1992, 1998) | 1 (1963)       |
| Líbano                 |                            |                      | 1 (1963)             | 2 (1964, 1966) |
| Jordania               |                            |                      | 1 (2002)             | 1 (1988)       |
| Emiratos Árabes Unidos |                            |                      |                      | 1 (1998)       |

## Desempeño
| Equipo                 | 1963 (5) | 1964 (5) | 1966 (10) | 1985 (6) | 1988 (10) | 1992 (6) | 1998 (12) | 2002 (10) | 2012 (11) | 2021 (16) | 2025 (?) | Total |
| ---------------------- | -------- | -------- | --------- | -------- | --------- | -------- | --------- | --------- | --------- | --------- | -------- | ----- |
| Argelia                | ×        | ×        | ×         | ×        | GS        | ×        | GS        | ×         | ×         | 1º        |          | 3     |
| Baréin                 | ×        | ×        | GS        | 2º       | GS        | ×        | ×         | 2º        | GS        | GS        |          | 6     |
| Comoras                | ×        | ×        | ×         | ×        | ×         | ×        | ×         | ×         | ×         | •         |          | 0     |
| Egipto                 | ×        | ×        | ×         | ×        | 3º        | 1º       | GS        | ×         | GS        | 4º        |          | 5     |
| Irak                   | ×        | 1º       | 1º        | 1º       | 1º        | ×        | ×         | ×         | 3º        | GS        |          | 6     |
| Jordania               | GS       | GS       | GS        | GS       | 4º        | GS       | GS        | SF        | ×         | QF        |          | 9     |
| Kuwait                 | 4º       | 3º       | GS        | ×        | GS        | 3º       | 3º        | GS        | GS        | •         |          | 8     |
| Líbano                 | 3º       | 4º       | 4º        | ×        | GS        | ×        | GS        | GS        | GS        | GS        |          | 8     |
| Libia                  | ×        | 2º       | 3º        | ×        | ×         | ×        | GS        | ×         | 2º        | •         |          | 4     |
| Mauritania             | ×        | ×        | ×         | GS       | •         | ×        | ×         | ×         | ×         | GS        |          | 2     |
| Marruecos              | ×        | ×        | ×         | ×        | ×         | ×        | GS        | SF        | 1.º       | QF        |          | 4     |
| Omán                   | ×        | ×        | GS        | ×        | ×         | ×        | ×         | ×         | ×         | QF        |          | 2     |
| Palestina              | ×        | ×        | GS        | ×        | ×         | GS       | •         | GS        | GS        | GS        |          | 5     |
| Yibuti                 | ×        | ×        | ×         | ×        | ×         | ×        | ×         | ×         | ×         | •         |          | 0     |
| Catar                  | ×        | ×        | ×         | 4º       | ×         | ×        | 2º        | ×         | ×         | 3º        | q        | 4     |
| Arabia Saudita         | ×        | ×        | ×         | 3º       | GS        | 2º       | 1º        | 1º        | 4º        | GS        |          | 7     |
| Somalia                | ×        | ×        | ×         | ×        | ×         | ×        | ×         | ×         | ×         | •         |          | 0     |
| Sudán                  | ×        | ×        | ×         | •        | ×         | ×        | GS        | GS        | GS        | GS        |          | 4     |
| Sudán del Sur          | ×        | ×        | ×         | ×        | ×         | ×        | ×         | ×         | ×         | •         |          | 0     |
| Siria                  | 2º       | ×        | 2º        | ×        | 2º        | 4º       | GS        | GS        | ×         | GS        |          | 7     |
| Túnez                  | 1º       | ×        | ×         | ×        | GS        | ×        | ×         | ×         | ×         | 2º        |          | 3     |
| Emiratos Árabes Unidos | ×        | ×        | ×         | ×        | ×         | ×        | 4º        | ×         | ×         | QF        |          | 2     |
| Yemen                  | ×        | ×        | GS        | ×        | ×         | ×        | ×         | GS        | GS        | •         |          | 3     |

### Simbología
| - 1º – Campeón - 2º – Finalista - 3º – 3º Lugar - 4º – 4º Lugar - SF – Semifinales - QF – Cuartos de final | - GS – Fase de grupos - q – Clasificado - – Anfitrión - • – No clasificó - × – No participó |

## Clasificación general
- Actualizado a la edición 2021.[4]

| Pos. | Selección              | Part. | PJ | PG | PE | PP | GF | GC | Dif | Pts | Avg Pts | Títulos |
| ---- | ---------------------- | ----- | -- | -- | -- | -- | -- | -- | --- | --- | ------- | ------- |
| 1    | Irak                   | 6     | 28 | 16 | 10 | 2  | 47 | 20 | +27 | 58  | 2.07    | 4       |
| 2    | Siria                  | 7     | 28 | 11 | 7  | 10 | 38 | 32 | +6  | 40  | 1.43    |         |
| 3    | Kuwait                 | 8     | 30 | 10 | 6  | 14 | 48 | 50 | –2  | 36  | 1.20    |         |
| 4    | Líbano                 | 8     | 30 | 9  | 7  | 14 | 38 | 42 | –4  | 34  | 1.13    |         |
| 5    | Egipto                 | 5     | 21 | 8  | 9  | 4  | 27 | 15 | +12 | 33  | 1.57    | 1       |
| 6    | Marruecos              | 4     | 16 | 9  | 4  | 2  | 29 | 12 | +17 | 31  | 1.94    | 1       |
| 7    | Jordania               | 9     | 33 | 8  | 7  | 18 | 32 | 65 | –33 | 31  | 0.94    |         |
| 8    | Arabia Saudita         | 7     | 29 | 13 | 8  | 8  | 44 | 26 | +18 | 28  | 0.97    | 2       |
| 9    | Túnez                  | 3     | 14 | 8  | 3  | 3  | 23 | 11 | +12 | 27  | 1.93    | 1       |
| 10   | Catar                  | 3     | 14 | 8  | 3  | 3  | 22 | 10 | +12 | 27  | 1.93    |         |
| 11   | Libia                  | 4     | 16 | 7  | 6  | 3  | 39 | 16 | +23 | 27  | 1.69    |         |
| 12   | Argelia                | 3     | 12 | 5  | 5  | 2  | 16 | 10 | +6  | 20  | 1.67    | 1       |
| 13   | Baréin                 | 6     | 24 | 3  | 10 | 11 | 21 | 44 | –23 | 19  | 0.79    |         |
| 14   | Sudán                  | 5     | 12 | 3  | 3  | 6  | 11 | 22 | –11 | 12  | 1.00    |         |
| 15   | Palestina              | 6     | 14 | 1  | 7  | 6  | 20 | 28 | –8  | 10  | 0.71    |         |
| 16   | Emiratos Árabes Unidos | 2     | 8  | 3  | 0  | 5  | 9  | 15 | –6  | 9   | 1.13    |         |
| 17   | Omán                   | 2     | 7  | 1  | 1  | 5  | 7  | 29 | –22 | 4   | 0.57    |         |
| 18   | Yemen                  | 3     | 10 | 1  | 1  | 8  | 9  | 44 | –35 | 4   | 0.40    |         |
| 19   | Mauritania             | 2     | 5  | 1  | 0  | 4  | 3  | 11 | –8  | 3   | 0.60    |         |

1. ↑  Incluye  participaciones como  Yemen del Norte entre 1967 y 1990.